# Deutsche Fußballmeisterschaft der B-Junioren 1985/86
Die deutsche B-Jugendmeisterschaft 1986 war die 10. Auflage dieses Wettbewerbes. Meister wurde der VfB Stuttgart, das im Finale Gastgeber Schwarz-Weiß Essen mit 5:0 besiegte.

## Teilnehmende Mannschaften
An der B-Jugendmeisterschaft nahmen die 16 Landesverbandsmeister teil.
| Regionalverband Nord                                                                                              | Regionalverband West                                                                                        | Regionalverband Südwest                                                                                 | Regionalverband Süd | Berlin                            |
| --- | --- | --- | --- | --------------------------------- |
| - Schleswig-Holstein: VfB Kiel - Hamburg: SV West-Eimsbüttel - Bremen: Werder Bremen - Niedersachsen: Hannover 96 | - Westfalen: TuS Paderborn-Neuhaus - Mittelrhein: TSV Bayer 04 Leverkusen - Niederrhein: Schwarz-Weiß Essen | - Rheinland: Eisbachtaler Sportfreunde - Südwest: 1. FC Kaiserslautern - Saarland: Borussia Neunkirchen | - Hessen: Eintracht Frankfurt - Baden: SV Waldhof Mannheim - Südbaden: SC Freiburg - Württemberg: VfB Stuttgart - Bayern: FC Bayern München | - Berlin: FC Hertha 03 Zehlendorf |

## Achtelfinale
Hinspiele: So 01.06. Rückspiele: Sa/So 07./08.06.
|                         | Gesamt          |                           | Hinspiel | Rückspiel |
| ----------------------- | --------------- | ------------------------- | -------- | --------- |
| Gruppe Nord-West:       |                 |                           |          |           |
| TuS Paderborn-Neuhaus   | 9:2             | VfB Kiel                  | 4:0      | 5:2       |
| SV West-Eimsbüttel      | 4:2             | SV Werder Bremen          | 2:0      | 2:2       |
| Hannover 96             | 3:3 (4:5 i. E.) | ETB Schwarz-Weiß Essen    | 0:1      | 3:2       |
| TSV Bayer 04 Leverkusen | 0:4             | FC Hertha 03 Zehlendorf   | 0:2      | 0:2       |
| Gruppe Süd-Südwest:     |                 |                           |          |           |
| VfB Stuttgart           | 13:00           | Eisbachtaler Sportfreunde | 8:0      | 5:0       |
| SC Freiburg             | 6:4             | Borussia Neunkirchen      | 5:1      | 1:3       |
| FC Bayern München       | 2:3             | 1. FC Kaiserslautern      | 1:1      | 1:2       |
| SV Waldhof Mannheim     | 2:4             | Eintracht Frankfurt       | 2:2      | 0:2       |

## Viertelfinale
Hinspiele: Sa/So 14./15.06. Rückspiele: Sa/So 21./22.06.
|                        | Gesamt |                         | Hinspiel | Rückspiel |
| ---------------------- | ------ | ----------------------- | -------- | --------- |
| Gruppe Nord-West:      |        |                         |          |           |
| TuS Paderborn-Neuhaus  | 7:5    | SV West-Eimsbüttel      | 5:2      | 2:3       |
| ETB Schwarz-Weiß Essen | 6:4    | FC Hertha 03 Zehlendorf | 1:3      | 5:1       |
| Gruppe Süd-Südwest:    |        |                         |          |           |
| VfB Stuttgart          | 5:0    | SC Freiburg             | 1:0      | 4:0       |
| 1. FC Kaiserslautern   | 4:5    | Eintracht Frankfurt     | 3:2      | 1:3       |

## Halbfinale
Hinspiele: So 29.06. Rückspiele: Sa/So 05./06.07.
|                       | Gesamt          |                        | Hinspiel | Rückspiel |
| --------------------- | --------------- | ---------------------- | -------- | --------- |
| Gruppe Nord-West:     |                 |                        |          |           |
| TuS Paderborn-Neuhaus | 4:4 (3:4 i. E.) | ETB Schwarz-Weiß Essen | 4:1      | 0:3       |
| Gruppe Süd-Südwest:   |                 |                        |          |           |
| VfB Stuttgart         | 4:2             | Eintracht Frankfurt    | 1:1      | 3:1       |

## Finale
| ETB Schwarz-Weiß Essen                                          | ETB Schwarz-Weiß Essen | VfB Stuttgart | VfB Stuttgart |
| --------------------------------------------------------------- | --- | --- | ------------- |
| ETB Schwarz-Weiß Essen                                          | \| Sonntag, 13. Juli 1986 um 11:00 Uhr in Essen (Uhlenkrugstadion) \| \| Ergebnis: 0:5 (0:0) \| \| Zuschauer: 5.500 \| \| Schiedsrichter: Hans Wahmann (Recklinghausen) \|                                                                  | \| Sonntag, 13. Juli 1986 um 11:00 Uhr in Essen (Uhlenkrugstadion) \| \| Ergebnis: 0:5 (0:0) \| \| Zuschauer: 5.500 \| \| Schiedsrichter: Hans Wahmann (Recklinghausen) \|                                                                        | VfB Stuttgart |
| ETB Schwarz-Weiß Essen                                          | Jens Lehmann – Dirk Westphal – Lars Tappert (45. Kai Berges), Werner Ruthmann, Andreas Köthe – Thorsten Funder, Mark Starka, Andreas Bramkamp, Frank Bast – Thorsten Fenten, Ahmad Tahmass (45. Ralph Geeven) Cheftrainer: Friedhelm Slomke | Frank Welz – Gerold Weippert – Thomas Fritz, Dietmar Bufka – Hans-Jörg Lang, Matthias Kuhn, Uwe Edelmann (61. Markus Bollian), Gerhard Poschner – Irsen Latifovic (69. Peter Schneider), Heiko Ueding, Andreas Nickel Cheftrainer: Jürgen Mosthaf | VfB Stuttgart |
| ETB Schwarz-Weiß Essen                                          | 0:1 Heiko Ueding (37.) 0:2 Uwe Edelmann (44.) 0:3 Irsen Latifovic (49.) 0:4 Heiko Ueding (57.) 0:5 Gerhard Poschner (70.) | | VfB Stuttgart |
| Sonntag, 13. Juli 1986 um 11:00 Uhr in Essen (Uhlenkrugstadion) | | |               |
| Ergebnis: 0:5 (0:0)                                             | | |               |
| Zuschauer: 5.500                                                | | |               |
| Schiedsrichter: Hans Wahmann (Recklinghausen)                   | | |               |